# What the Shepherd Saw
What the Shepherd Saw: A Tale of Four Moonlight Nights is een kort verhaal van de Engelse schrijver Thomas Hardy. Het verscheen voor het eerst in The Illustrated London News in december 1881. Vervolgens werd het opgenomen in de in 1913 uitgegeven verhalenbundel A Changed Man and Other Tales. De vertelling speelt zich af rond de kerstdagen, wat de plaatsing in het decembernummer van het blad verklaart. Hetzelfde was het geval met het eveneens in deze bundel opgenomen verhaal The Grave by the Handpost. 
Het verhaal speelt zich af op en rond Marlbury Downs, in Hardy's fictieve graafschap Wessex de aanduiding voor de Marlborough Dowrs, nabij Marlborough in Wiltshire. De vier maanverlichte nachten uit de ondertitel verwijzen naar drie opeenvolgende nachten en een situatie die zich vele jaren later afspeelt. Hardy plaatst het begin van de vertelling in de jaren 1830. We zien het verhaal door de ogen van de eenvoudige herdersjongen Bill Mills. Hij werkt samen met een oude en wat norse herder die hij 's nachts aflost om op de ooien en de lammeren te letten. Hij valt daarbij soms in slaap maar is klaarwakker als hij getuige is van een voorval dat zijn leven sterk zal beïnvloeden.

## Het verhaal
I. Vanuit de door struiken beschutte herdershut heeft Bill uitzicht op de schapen en de omgeving. Iets verderop staat een oeroude trilithon, een megaliet met de onheilspellende bijnaam 'Devil's Door'. Op de eerste avond neemt hij een ontmoeting waar tussen een hem onbekende man, duidelijk geen boer, en een jonge vrouw. Zij blijkt Harriet, de hertogin die woont in de nabijgelegen residentie Shakeforest Towers. Duidelijk wordt dat de man haar iets belangrijks te zeggen heeft en dat zij daar is op zijn aandringen. Hij is een neef van haar, kapitein Fred Ogbourne, en is een oude geliefde die na jaren is teruggekeerd en heeft vernomen dat zij door haar man slecht zou worden behandeld. Zij houdt hem op afstand, maar hij dringt aan op een tweede ontmoeting, de volgende avond, of die daarna. Zij stemt daarin toe, in de wetenschap dat haar man enige dagen afwezig is. De twee gaan vervolgens ieder huns weegs, waarna vanachter de trilithon een derde figuur verschijnt, die wel gezien heeft wat er gebeurde, maar het gesprek niet kan hebben verstaan. De man verdwijnt in weer een andere richting, waarna het geluid van paardenhoeven te horen is.
II. Op de tweede nacht is Bill alert en benieuwd naar wat er zal gebeuren. De verwachte ontmoeting tussen de man en vrouw blijft uit, maar de derde persoon verschijnt wel. Het blijkt de hertog zelf te zijn, die kennelijk in afwachting is en op zoek naar een schuilplaats. Bill duikt weg onder het stro als de hertog de herdershut ontdekt en er binnenkomt. Dan verschijnt de andere man en de hertog stapt naar buiten voor een confrontatie. Bill hoort dat er een gevecht plaatsvindt en ziet dat de hertog iets zwaars wegsleept naar de megaliet. De jaloerse hertog wacht vervolgens op de komst van zijn vrouw, maar hoelang hij ook wacht, zij komt niet. Uiteindelijk begeeft hij zich naar zijn huis, ongemerkt achtervolgd door de nieuwsgierige Bill. De hertog wordt verwelkomd door zijn vrouw, die verbaasd is over zijn vroege terugkeer. Zijn ironische opmerkingen raken haar echter niet, temeer omdat zij zich van geen kwaad bewust is en de merkwaardige omstandigheden volledig aan haar man onthult. Zij vertelt over het briefje dat ze van Fred kreeg en zijn vraag om een ontmoeting, waar ze op in was gegaan omdat ze vreesde wat er anders met hem zou gebeuren. Zij dringt er zelfs op aan dat hij zelf maar eens met Fred moet praten om hem tot rede te brengen. Deze volledige ontboezeming brengt de hertog tot bedaren, maar ook tot reflectie over wat hij heeft gedaan.
III. Tijdens de derde nacht leidt de hertogin haar man naar de ontmoetingsplaats, maar om begrijpelijke redenen komt Fred niet opdagen. Als er zich een figuur aandient meent zij dat het Fred is, maar het blijkt alleen de herdersjongen te zijn. Een spannende situatie doet zich voor als Harriet naar de trilithon wil gaan, maar de hertog weet haar te weerhouden en zij keren terug naar huis. De hertog keert later echter terug om Bill te confronteren en onder druk te zetten. De eenvoudige herdersjongen beweert daarop uit angst voor zijn leven dat hij niet heeft gezien wat hij heeft gezien. De hertog bezweert hem, op straffe des doods, een eed te zweren om nooit iets los te laten en gaat zo ver de jongen naar de trilithon, een oud druidisch altaar te slepen om dit bij dat altaar met een plechtige eed te bekrachtigen. De hertog neemt in ruil daarvoor de jongen onder zijn hoede, bezorgt hem een goede scholing en inkomen en op den duur een positie in zijn eigen huishouden.
IV. Het is 22 jaar later en de steward William Mills zit onrustig in zijn kantoor in Shakesforest Towers. Dan besluit hij de hertog op te zoeken om hem iets te vertellen. De hertog is inmiddels 70 jaar en niet meer de sterke man die hij ooit was. Zijn vrouw is al vele jaren dood. Bill begint te praten over de gebeurtenissen van destijds, maar de hertog wil er niets over horen tot Bill hem vertelt dat de oude herder, 94 inmiddels, op sterven ligt, dat hij zoals hij nu vernomen heeft, ook getuige is geweest van de misdaad en dat hij wil biechten voor hij sterft. De hertog denkt dat hij de dominee wel kan bepraten, maar is toch geschrokken. Die nacht gaat Bill terug naar de bekende plek, waar hij waarneemt dat de hertog, kennelijk slaapwandelend, de trilithon nadert, wat met zijn handen in de grond graaft en weer weggaat. De volgende ochtend verneemt hij dat de hertog is overleden ten gevolge van een val van de trap. Bill, die wel een goed leven heeft gehad bij de hertog, maar ook nooit erg gelukkig is geweest, is eigenlijk opgelucht dat zijn geheim nu bekend is, al kende hij de consequenties. Hij verlaat noodgedwongen zijn positie en het land en begint een boerderij in Zuid-Afrika, waar hij nog voor zijn vijftigste overlijdt.
Verhalen doen de ronde dat er herders zijn die rond de kerstdagen gestalten waarnemen rond de trilithon, het geglitter van een wapen en de schaduw van een man die iets zwaars versleept. Maar een duidelijke getuigenis daarvan is er niet.